# Тухорское кладбище
Тухорское кладбище (в.-луж. Tuchorski kěrchow; нем. Taucherfriedhof) — кладбище, исторический некрополь, находящийся в старой части города Баутцен, Германия. Самое большое городское кладбище. Является историческим и культурным памятником истории лужицкого народа.
Первое захоронение на территории современного некрополя было произведено в 1523 году. Своё наименование получило от Тухорской часовни, находящейся в одноимённом лесе. Часовня была построена по решению городского совета в начале XVI века около серболужицкой деревни Горни-Вуезд. В XIX века территория некрополя была расширена.
В настоящее время площадь некрополя составляет 7,9 гектаров и насчитывает около пяти тысяч захоронений. На некрополе захоронены около четырёхсот известных представителей лужицкого народа.